# Margarita Stolbizer
Margarita Stolbizer (sinh ngày 17 tháng 3 năm 1955) là một luật sư và chính trị gia người Argentina.

## Cuộc sống và thời gian
Margarita Stolbizer được sinh ra ở vùng ngoại ô phía tây của thủ đô Buenos Aires của Morón, năm 1955. Bà đăng ký học tại Đại học de Morón và tốt nghiệp năm 1978, sau đó bà dạy tại trường luật của trường cũ trong bốn năm. Là một người chơi bóng chuyền cuồng nhiệt, Stolbizer đã thành lập đội bóng chuyền nữ đầu tiên của thành phố. Stolbizer được gia nhập vào Hội đồng Luật sư Quốc gia và sau cuộc bầu cử năm 1983, bà được bổ nhiệm làm Giám đốc Chính sách Xã hội cho thành phố Morón. Năm 2015, bà ứng cử với tư cách là ứng cử viên của Đảng Tiến bộ cho chức tổng thống Argentina.
Stolbizerđã liên kết với Hiệp hội Công dân cấp tiến (UCR) - với ứng cử viên, Raúl Alfonsín đã được bầu làm Tổng thống năm 1983 - kể từ khi còn ở trường đại học và năm 1985, bà đã được bầu vào Hội đồng Thành phố Morón với tư cách đại diện cho UCR. Do đó, bà đã trở nên nổi bật với vai trò của mình trong cuộc điều tra và luận tội Thị trưởng Đảng Công lý đối lập Juan Carlos Rousselot vào năm 1989. Sau đó, Stolbizer được bổ nhiệm làm cố vấn cho Ủy ban điều tra hợp đồng cơ sở hạ tầng của cơ quan lập pháp của tỉnh Buenos Aires (lớn nhất Argentina) và tham gia các hội nghị của ILO về các vấn đề về quyền lao động và tham nhũng, cũng như Ủy ban nhân quyền của Quốc hội Mỹ Latinh.
Bà ủng hộ sáng kiến của Alfonsín để tạo ra một liên minh với lực lượng Frepaso trung tả và được bầu vào Hạ nghị viện Argentina vào năm 1997. Bà được đưa vào cho nhiều ủy ban liên quan đến quyền hợp pháp và hiến pháp, và cuối cùng được bầu làm Chủ tịch Ủy ban Pháp lý Hình sự. Do bà gần gũi với cả Alfonsín và Dân biểu Federico Storani, ảnh hưởng của bà đã tăng lên sau cuộc bầu cử Fernando de la Rúa 1999 vào nhiệm kỳ tổng thống và Storani được bổ nhiệm làm Bộ trưởng Nội vụ. Tuy nhiên, bà đã phản đối quyết định khủng hoảng của Tổng thống về việc trả Domingo Cavallo về Bộ Kinh tế vào tháng 3/2001. Cavallo lần đầu tiên được bổ nhiệm vào vị trí vào năm 1991 bởi người tiền nhiệm và kẻ thù của de la Rúa, Carlos Menem, và được Stolbizer coi là chịu trách nhiệm cho cuộc khủng hoảng kinh tế hiện nay.
Stolbizer đại diện cho Quốc hội Argentina trong hội nghị Nghị viện về Hành động toàn cầu năm 2002 tại Stockholm, và được bầu làm Phó Chủ tịch Hội đồng Quốc tế. Bà đã được UCR đề cử làm ứng cử viên cho Thống đốc tỉnh Buenos Aires tại cuộc bầu cử năm 2003, mặc dù sự rút lui từ sự hỗn loạn của Tổng thống de la Rúa, việc ông từ chức tháng 12 năm 2001 đã giúp bà đứng thứ tư (chiếm 9% số phiếu) trong cuộc bầu cử trên.
Bà ngày càng thấy mình khác biệt với sự lãnh đạo của UCR vào năm 2005, đã thách thức không thành công cựu Tổng thống Alfonsín giành chức vụ trưởng phái đoàn của tỉnh Buenos Aires vào Ủy ban Trung ương UCR. Sự yếu kém của đảng trước cuộc bầu cử tổng thống năm 2007 đã khiến UCR tán thành một ứng cử viên mạnh mẽ hơn gần với quan điểm của họ, kết hợp các chính sách dân chủ xã hội với chủ nghĩa chống đối Peron lâu năm. Stolbizer, khi đó là một nhà lãnh đạo trong phái đoàn quốc hội của UCR, ủng hộ ứng cử viên ARI Elisa Carrió (người thay đổi đảng phái năm 2001 sang UCR đã làm mất lòng các đồng nghiệp cũ), mặc dù ưu tiên của Alfonsín vẫn dành cho nhà kinh tế cánh tả trung tâm Roberto Lavagna.